# Norihiro Nishi
Norihiro Nishi (Takatsuki, 9 de maig de 1980) és un futbolista japonès que disputà cinc partits amb la selecció japonesa.